# Пивоваров, Николай Иванович
Николай Иванович Пивоваров (4 апреля 1921, Нагорная Лака, Пензенская губерния — 2 мая 1995, Ростов-на-Дону) — командир орудия танка 49-го отдельного гвардейского тяжелого танкового полка, гвардии старшина — на момент представления к награждению орденом Славы 1-й степени.

## Биография
Родился 4 апреля 1921 года в селе Нагорная Лака (ныне — Вадинского района Пензенской области). В 1925 году с родителями переехал в город Ростов-на-Дону. Окончил 5 классов. После смерти отца в 1932 году мать осталась с пятью детьми, и Николай вынужден был оставить школу. Пошел работать слесарем на завод.
В ноябре 1940 года был призван в Красную Армию Ленинским райвоенкоматом города Ростов-на-Дону и направлен в бронетанковые войска. В городе Наро-Фоминск прошел военную подготовку и был зачислен в 27-й танковый полк 14-й мотомеханизированной дивизии оружейным мастером.
Начало Великой Отечественной войны встретил в составе своего полка под городом Витебск. Участвовал в первых оборонительных боях. В октябре 1941 года Н. И. Пивоваров оказался в городе Казань, в учебном полку прошел подготовку на иностранные машины, поступавшие в СССР по ленд-лизу. В 1942 году на танке MK.II «Матильда» в составе 22-го танкового корпуса Юго-Западного фронта участвовал в боях под городом Харьков. Почти все танки «Матильда» в том неудачном наступлении были потеряны, и Пивоваров вновь оказался в тылу.
В городе Горький был зачислен в формирующийся здесь отдельный танковый полк, ставший позднее 49-м отдельным гвардейским тяжелым танковым полком прорыва. В составе этого полка Пивоваров прошел до конца войны, был командиром орудия. Первоначально полк был вооружен английскими танками MK. IV «Черчилль». С апреля 1943 года в составе полка участвовал в боях на Ленинградском фронте, в наступлении в районе Пулковских высот, в окончательном снятии блокады города.
18 января 1944 года в бою за село Константиновское гвардии старшина Пивоваров уничтожил из орудия два пулеметных дзота и одно орудие противника. 19 января в бою за железнодорожную станцию Горелово уничтожил 2 миномета и 2 пулеметных гнезда противника. Всего в этих боях уничтожил до 30 человек противников.
Приказом по войскам 42-й армии от 10 февраля 1944 года гвардии старшина Пивоваров Николай Иванович награждён орденом Славы 3-й степени.
Весной 1944 года полк, в котором служил старшина Пивоваров, был выведен в тыл. Под городом Тула полк получил новые боевые машины — танки «ИС-2». Вновь участвовал в боях с захватчиками с августа 1944 года, в составе 6-й гвардейской танковой армии 2-го Украинского фронта с боями прошел по территории Румынии, Венгрии и Чехословакии.
28 августа 1944 года, действуя в засаде в районе города Бузэу, гвардии старшина Пивоваров с экипажем прямой наводкой уничтожил вражеский тягач с зенитной пушкой и прислугой, 2 автомашины с пехотой. В боях за город точным выстрелом побил паровоз, вывозящий состав с высшим руководством гарнизона, участвовал в захвате аэродрома, сжег несколько самолетов. Командиром полка был представлен к награждению орденом Красной Звезды, но командиром 22-й гвардейской танковой бригады статус награды был изменён.
Приказом по войскам 6-й гвардейской танковой армии от 30 сентября 1944 года гвардии старшина Пивоваров Николай Иванович награждён орденом Славы 2-й степени.
В одном из следующих боев в дуэли с зенитной батареей танк был подбит, а Пивоваров ранен и направлен в госпиталь. Не дожидаясь полного выздоровления и выписки, сбежал в свой полк. Воевал уже в составе другого экипажа, всего за время боев на территории Румынии и Венгрии гвардии старшина Пивоваров прошел с боями более 1600 километров.
5 декабря 1944 года при прорыве обороны противника севернее города Хатван танк, в экипаже которого действовал Пивоваров, находился все время впереди, уничтожая танки, самоходные установки и орудия противника, мешающие продвижению наших частей. В районе Херенд огнём из пушки прямой наводкой уничтожил три орудия противника. Заметив вражеского корректировщика, находящегося на заводской трубе, первым выстрелом сбил трубу, после чего огонь по нашим танкам прекратился. В ночь на 6 декабря танк, в экипаже которого был Пивоваров, первым ворвался в населенный пункт Ерде Тарга. Здесь огнём из пушки Пивоваров разбил два зенитных орудия, ведших огонь по танкам, подавил огонь 6 орудий, из них двух крупнокалиберных. Танк гусеницами раздавил более 10 автомашин с имуществом, 7 повозок, 4 миномета, причем Пивоваров огнём уничтожил более 30 немецких солдат и офицеров. 11 декабря при взятии опорного пункта Хонт на реке Ипель и в бою за город Шаги, уничтожил 2 орудия противника, 1 танк и 10 противников.
Указом Президиума Верховного Совета СССР от 28 апреля 1945 года за образцовое выполнение заданий командования на фронте борьбы с немецкими захватчиками и проявленные при этом доблесть и мужество гвардии старшина Пивоваров Николай Иванович награждён орденом Славы 1-й степени. Стал полным кавалером ордена Славы.
День победы встретил в Чехословакии. В 1946 году был демобилизован.
Вернулся в город Ростов-на-Дону. Работал слесарем-инструментальщиком на заводе «Алмаз». Скончался 2 мая 1995 года.
Награждён орденами Отечественной войны 1-й степени, Трудового Красного Знамени, Славы 1-й, 2-й и 3-й степеней, медалями.